# Филармонический камерный оркестр Берлина
Филармонический камерный оркестр Берлина (нем. Philharmonisches Kammerorchester Berlin) — немецкий камерный оркестр, также выступающий в качестве некоммерческой музыкальной организации. Базируется в Берлине.
Оркестр был основан в 2002 году как Берлинская камерная филармония (нем. Berliner Kammerphilharmonie) немецким дирижером Михаэлем Цукерником, по сей день выполняющим функции художественного руководителя коллектива. Оркестр главным образом сфокусирован на исполнении симфонической музыки и интерпретации классических произведений.
Концерты оркестра проходят в Берлинской филармонии, Берлинском драматическом театре, лейпцигском Гевандхаусе, Французском и Кафедральном соборах Берлина, концертном зале «Тонхалле» (Цюрих), женевском Виктория-холле и бернском «Казино».
В разное время оркестр сотрудничал с такими музыкантами, как Гай Браунштейн, Эммануэль Паю, Венцель Фукс, Анна Прохазка, Майкл Баренбойм,  Кристиан Ольденбург, Андреас Конрад и Андрей Баранов.
Оркестр ежегодно проводит международные мастер-классы для дирижёров, руководителями которых выступают всемирно знаменитые музыканты, среди них Йорма Панула, Геннадий Рождественский, Лейф Сегерстам, Эри Клас, Михаил Юровский , Колин Мэттерс, Рольф Ройтер и многие другие.

## Руководители оркестра
- Михаэль Цукерник (с 2002)